# 土佐闘犬
土佐闘犬（とさとうけん）は、犬の品種の1つ。四国犬をルーツに持ち、近代日本で闘犬用に獰猛な大型洋犬と交配改良されて作られた。一般的には土佐犬（とさけん）と称されることが多いが、これは元々四国犬を指す名称であり、土佐闘犬が正式名称である。

## 歴史
鎌倉時代あるいは室町時代から闘犬は行われており、藩士の士気を高めるため土佐藩で四国犬を使った闘犬が幕末の頃から盛んになった。
嘉永から安政年間（1848年～1860年）にかけては庶民の間にも流行し、度々禁止令が出されたが、密かに飼育する愛犬家が後を絶たないため、武士の名義を借りた『預かり犬』として飼育する苦肉の策が採られた。
明治維新後、明治4年（1871年）の廃藩置県の年に庶民に対する畜犬禁止令が解禁されたが、解禁の反動による闘犬の急拡大を懸念した高知県は闘犬取締令を出し、土佐闘犬は順次捕獲されて撲殺による駆除が行われる。この方針に愛好家などから批判が高まり、自由党総理を辞任して帰県した板垣退助の尽力もあり、1897年9月に闘犬取締り規則（高知県令第七十三号）が発布され、課税による許可制に移行し、高知で闘犬が解禁される。
1907年には山内家下屋敷で皇太子時代の大正天皇を招き、闘犬大会が催される。
強い土佐犬を所有することがステータスとなり、民間の闘犬大会も開かれるようになる。それ以降高知県が闘犬の本場として名を上げていき、最盛期の1917年頃には全国から200頭以上の闘犬が集まった。
その後、四国犬にイングリッシュ・マスティフ、オールド・イングリッシュ・ブルドッグ、セント・バーナード、ブル・アンド・テリア、グレート・デーンなどを配して作られたタイプの大型犬種が多数を占めるようになり、元来の防犯用に飼育されていた純粋な四国犬は駆逐されていった。
1933年に全国的な組織として土佐犬普及会が発足。1935年に品種を固定し血統書を発行した。
1937年の支那事変の際は土佐犬普及会が闘犬による慰問を行った。
1942年頃から食糧事情悪化による飼育難で数が激減し、高知県では計13頭の犬の疎開を断行。本土空襲激化により終戦頃には高知県内の土佐闘犬は絶滅した。
戦後直後の土佐闘犬の数は東北に雄10頭と雌5、6頭、九州に2頭であった。土佐犬普及会が東京から大阪に移転した後の1946年末に理事専務の中島凱風が青森県弘前市まで赴き、正月の闘犬を見学した後、つがいの2頭を購入して大阪に持ち帰る。
1948年に大阪高島屋百貨店で企画された四国物産展用の土佐闘犬探しのため、土佐観光協会の依頼で大阪朝日新聞に記事が掲載され中島の目に止まる。桃井直美高知県知事が赤間文三大阪府知事に「観光資源と種の保存のため」寄贈を依頼し、小美能号と若草号が贈呈され、高知に闘犬が蘇る。
1994年5月20日、「土佐闘犬」として高知県天然記念物に指定。

## 特徴

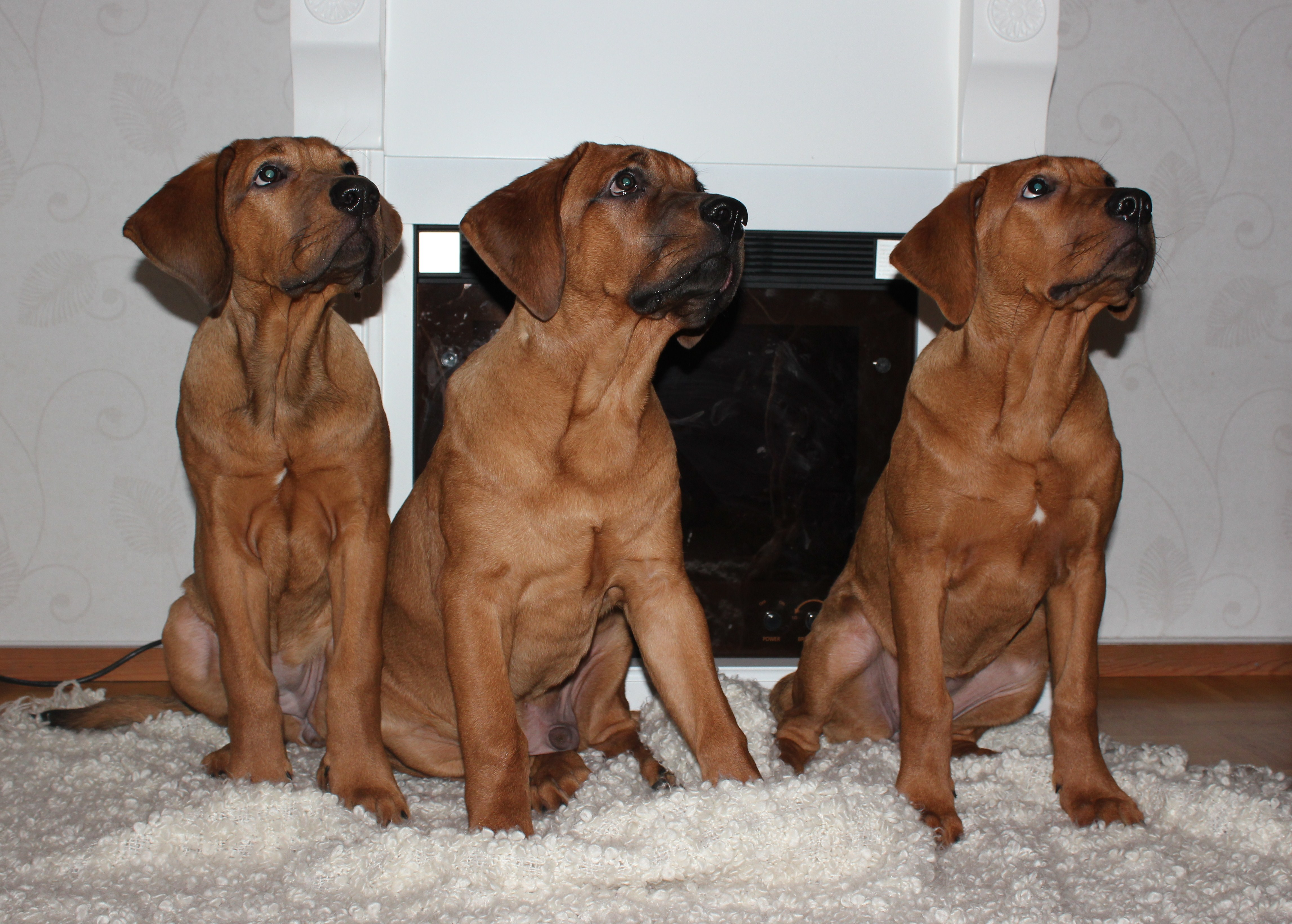
生後4ヶ月の土佐闘犬

顔
様々な大型洋犬と交配改良した品種のため、顔立ちは複数のタイプが存在するが、いずれも四国犬の特徴はほぼ排除されている。
体格
筋肉質で頭は大きく、マズルはマスティフそのもの。皮膚は咬まれても大丈夫なように弛んでいる。長いたれ尾に、耳はたれ耳だが稀に笹耳もいる。体重は30キロ台から100キロ超まで様々。闘犬の愛好団体によって異なる基準を持っているが、およそ55キロから上の犬を大型犬と呼んでいる。
毛色
赤、淡赤、黒、虎など。
性格
闘犬用として作られた犬なので、闘争本能が強く成犬雄同士は近づけない方が良い。
寿命
10 - 12年ほど。
使用用途
闘犬

## 土佐闘犬の管理

### 危険犬種（特定犬）への指定
イギリスやフランス、ドイツなどの国では、土佐闘犬などの闘犬を『危険犬種』としてペット飼育の規制対象に指定されていたり、飼育が可能な場合であっても、口輪の装着など厳重な管理が義務付けられている。日本においては、飼主のずさんな管理による咬傷事故が絶えないが、特に規制はされておらず、一部自治体にて規制されているのみである。以上の理由から、日本国内で土佐犬を飼育する場合は鋼鉄製の檻に入れ、建物の外周や出入口を鉄柵で囲い、猛犬注意のステッカーを貼るなどして厳重な管理をすることが望ましい。

### 土佐闘犬による死傷事故・事件
- 1975年3月、大阪府にて闘犬大会に備えた特別な訓練により普段より興奮状態にあった土佐闘犬に襲われて2歳男児が死亡[6]。男性Aが飼い主に依頼されて飼育場所の提供や飼育管理の手伝いをしており、飼い主と男性Aが留守中に、飼い主の雇い主Bが酒に酔った状態で犬を連れ出した際の事故であったが、同犬による被害はそれまでに10件を超えており、事故が予期できたにもかかわらず犬舎を簡易な施錠に留めた責任が問われて男性Aにも有罪判決が下された。
- 2008年10月、大阪府にて放し飼いの土佐闘犬が小学生と郵便配達員を襲い、重傷を負わせる事件が発生。飼い主は重過失傷害容疑で逮捕された[7]。
- 2009年2月、愛知県稲沢市にて土佐闘犬が通行人や飼い犬を襲い、重傷を負わせる事件が発生。現場に駆けつけた警察官に軽傷を負わせ、拳銃で射殺された。また、警察官を襲った際、ミニパトカーの中にも侵入した[8]。
- 2014年2月、北海道にて放し飼いかつ未登録、狂犬病予防未注射の土佐闘犬2匹が女性を水死させる事件が発生。飼い主は救護もせずその場から逃走したため、重過失致死容疑と狂犬病予防法違反で逮捕された[9][10]。同年7月、札幌地方裁判所苫小牧支部にて飼い主に懲役2年6月、罰金20万円の実刑判決が下された[11]。

- 2016年4月、神奈川県横須賀市で稲川会系暴力団組長が飼育していた狂犬病予防未注射の土佐闘犬が散歩中のプードルに噛みつき、さらに引き離そうとした女性の手を噛んだ。この犬は2014年10月にミニチュアダックスフントを噛み殺し、2015年10月に柴犬に噛みついた前歴もあった。飼い主は土佐闘犬とピットブルの飼育を2016年4月まで横須賀市に登録しておらず、犬の世話をしていた暴力団幹部とともに狂犬病予防法違反の疑いで書類送検された[12][13][14]。
- 2016年9月25日、青森県八戸市で飼育されていた土佐闘犬2頭が逃げ出し、そのうちの1頭が路上にいた8歳男児の腕と尻を噛んだ。2頭はいずれもすぐに捕獲された[15]。
- 2019年4月、韓国京畿道安城市で特別養護老人ホームで飼育されていた土佐闘犬2頭のうち1頭が犬舎清掃中に近くにいた院長と60代の入居女性を襲い、女性が死亡[16]。
- 2019年5月26日、兵庫県南あわじ市で80代の男性が、自宅の犬舎の中で背中を噛まれ死亡する事故が発生した。男性は20代の孫が飼っている土佐犬3匹と、知人男性から預かっている土佐犬1匹を犬舎に入れて飼育していた[17]。
- 2023年7月27日、神奈川県横須賀市で男性が散歩させていた土佐犬が、ミニチュアダックスフントと散歩していた女性を襲った。女性は腕などをかまれ、ダックスフントは亡くなった。神奈川県警は過失傷害の疑いで男性を在宅で調べている。また神奈川県動物愛護管理条例(第18条)[18]は人の生命や財産に害を加えた犬の飼い主に対し、獣医師に検診させる・口輪をかける・おりに入れるなどの措置を勧告できることから、横須賀市動物愛護センターの担当者が「犬に口輪を付け、人がいないところで散歩する」などの指導を行った[19]。

- 2025年4月21日、沖縄県沖縄市美里で、米軍属が自宅敷地で飼っていた大型犬の土佐犬の雑種が逃げ出し、別の飼い主が散歩させていた小型犬をかみ殺す事件が発生。大型犬は、事件直後に追いかけてきた飼い主によって確保された[20]。沖縄署や市が飼い犬の管理徹底を呼びかけたが、5月30日に沖縄県金武町でピットブルが小型犬を噛み殺す同様の事件が発生した[21]。

## 観光資源
土佐闘犬の産地では闘犬の興行場が観光名所となっている。
高知県では1964年に弘瀬勝により土佐闘犬センターが創業し、1973年からは高知市の桂浜の近くに毎日見物ができる闘犬場が設けられた。弘瀬によれば、観光増進の他に動物愛護の高まりを受けての闘犬廃止を想定した資料館としての側面もあったとされる。毎日5試合行われ、公式大会は春・秋・正月が本場所であった。1968年のNHK大河ドラマ『竜馬がゆく』ブームによる観光客増加で高知の闘犬が全国的な知名度を得て観光の目玉となる。郷土玩具などの関連グッズ販売も展開した。観光資源としてよさこい祭りの前夜祭など自治体（高知県・高知市観光課・高知市観光協会）主催の様々なイベントでも闘犬が催された。
1996年に土佐闘犬センターは個人経営から株式会社に移行したが、弘瀬の別件闇融資問題もありイメージが悪化、2001年に民事再生法の適用を申請。2002年にパークサービス高知に改組。2011年には10億円の売上高があったが、2014年には4億円台半ばにまで減少。2010～11年に環境省が開いた「動物愛護管理のあり方検討小委員会」では、「残虐だ」「血が出るなど目を覆いたくなる」といった批判的な意見が出た。
2014年4月に「とさいぬパーク」と改名し闘犬の常時公開を廃止。土佐闘犬の子犬とのふれあい展示を始める。しかし、2016年12月に破産手続開始が決定され、2017年5月19日をもって営業を終了した。跡地は製菓会社青柳の土産物店「龍馬の浜茶屋」となった。
センター閉園により民間に任せてきた種の管理などの質問に知事はオナガドリほどの緊急性がないと回答。また、文化財としては種の保存が優先であり、必ずしも闘犬が必要ではなく、再開への支援や新しい闘犬場の設置の考えはないと回答した。

## 参考資料
- “よくある質問(Q&A集)”.   全土佐犬友好連合会 (2009年). 2016年3月16日時点のオリジナルよりアーカイブ。2016年3月16日閲覧。
- “土佐犬パークについて”.   とさいぬパーク. 2016年4月21日時点のオリジナルよりアーカイブ。2016年6月20日閲覧。